# Hietzing
Hietzing [ˈhɪtsɪŋ] ⓘ ist der 13. Wiener Gemeindebezirk. Traditionell ist er in sechs Bezirksteile gegliedert, die den früheren Dörfern entsprechen: Hietzing (auch Alt-Hietzing) im Nordosten, Unter-St.-Veit im Norden, Ober-St.-Veit im Nordwesten, Hacking im Westen, Lainz (geografisches Zentrum) und Speising im Süden.
Bis 1938 gehörten auch die ehemalige Dörfer Penzing, Breitensee, Baumgarten und Hütteldorf dazu. Außerdem gab es den politischen Bezirk Hietzing-Umgebung, der große Teile des westlichen Wienerwaldes (bis Kirchstetten) und stadtnahe Teile des Südens (Kaltenleutgeben bis Vösendorf) umfasste.
Zum Bezirk gehören auch Teile des Wienerwaldes und der große Schlosspark von Schönbrunn, der stadtwärts (östlich) an Hietzing anschließt. Die Sommerresidenz der Habsburger führte bis 1900 zur Ansiedlung vieler Adeliger und hoher Beamter, daher gelten Alt-Hietzing, Lainz, Unter-St.-Veit und Ober-St.-Veit bis heute als vornehme Wohngebiete. Im Süden entstanden in den Jahren nach dem Ersten Weltkrieg auf ehemals bewaldetem Gebiet neue Siedlungen wie die Siedlung Auhofer Trennstück und die Friedensstadt.

## Geografie

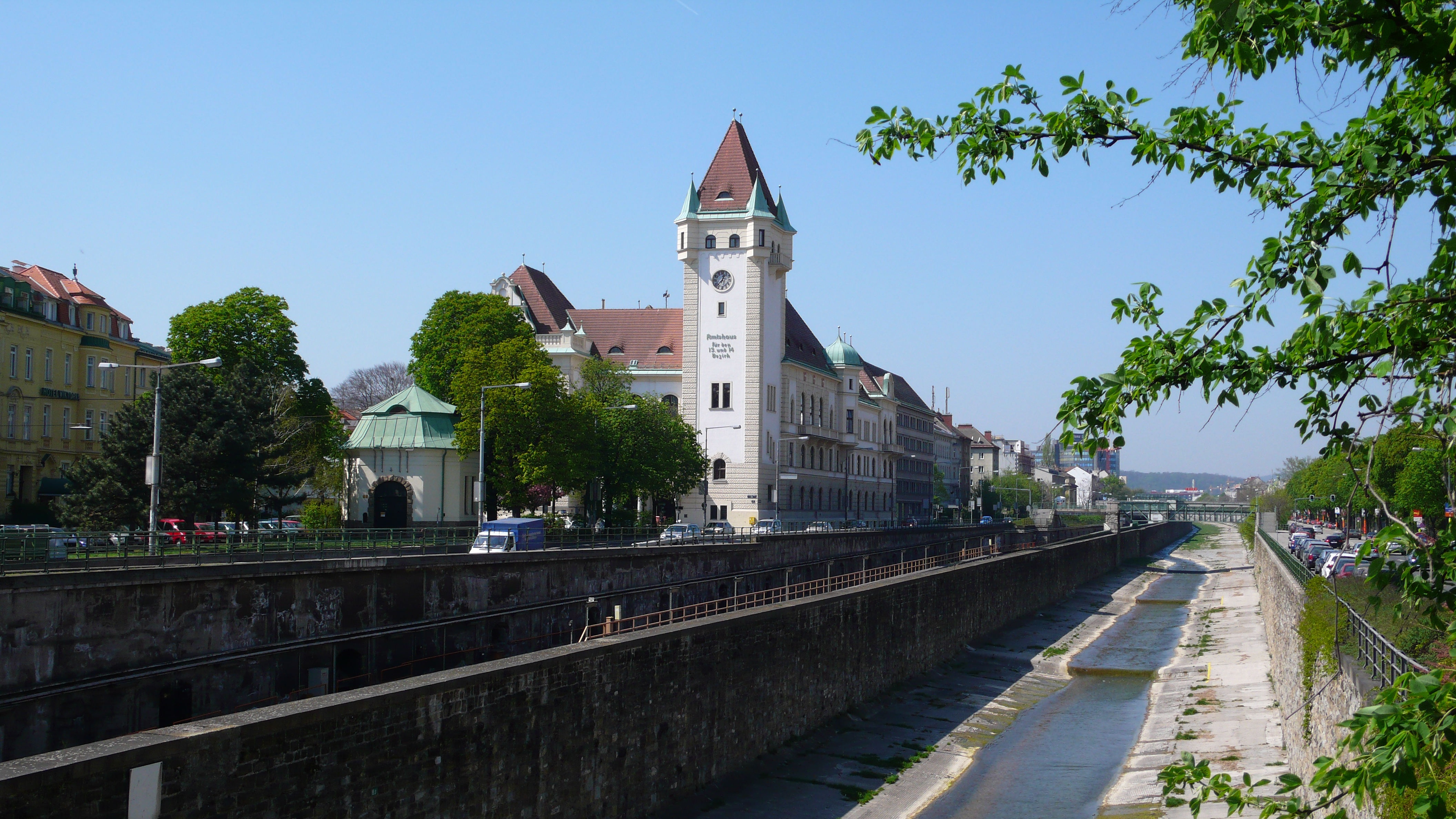
Das 1912/1913 erbaute Amtshaus, seit 1938 für den 13. und 14. Bezirk, am Hietzinger Kai. Zwischen diesem und dem Wienfluss verläuft die U-Bahn-Linie U4 im offenen Einschnitt.

Durch seine Lage im Westen Wiens befindet sich Hietzing landschaftlich und klimatisch im Übergangsbereich zwischen den Alpen und dem Wiener Becken. Mit einer Fläche von 37,69 km² ist es der drittgrößte Wiener Gemeindebezirk. Hietzing nimmt dabei 9,2 % der Fläche Wiens ein. Der Bezirk, der im Norden an den Wienfluss grenzt, verfügt über große Naturschutzgebiete. Im Westen liegt ein 22,6 km² großer Anteil am Schutzgebiet Lainzer Tiergarten (Wienerwald). Das öffentlich zugängliche, aber ummauerte Areal nimmt rund 60 % der Bezirksfläche ein und umfasst zahlreiche Berge und einige Wienerwaldbäche, die in die Wien oder die Liesing münden.
Neben dem Lainzer Tiergarten entfallen weitere 9,6 % der Bezirksfläche auf das Landschaftsschutzgebiet Hietzing (Teile des Schönbrunner Schlossparks und das geschützte Biotop Fasangarten). Mit einem Grünraumanteil von insgesamt rund 72 % der Bezirksfläche ist Hietzing der „grünste“ Bezirk Wiens. Die Siedlungen konzentrieren sich vor allem im östlichen Gebiet um die alten sechs Ortskerne.

### Nachbarbezirke und Nachbargemeinden
Die nördliche Bezirksgrenze von Hietzing zu Penzing (14. Bezirk) verläuft seit 1938 im Wesentlichen entlang des rechten Ufers der Wien. Nur ein kleines Gebiet Penzings nordwestlich von Hietzing (Weidlingau und Auhof) sowie ein Gebietsstreifen um den Nikolaisteg liegen südlich der Wien auf der gleichen Seite wie der 13. Bezirk.
Im Nordosten grenzt Hietzing, an der Wien, auch an den 15. Bezirk, Rudolfsheim-Fünfhaus (entlang des Auer-Welsbach-Parks). Die östliche Bezirksgrenze trennt Hietzing und den Schönbrunner Schlosspark vom 12. Bezirk (Meidling) entlang der Linie Grünbergstraße – Gaßmannstraße – Am Fasangarten – Elisabethallee – Klimtgasse – Hetzendorfer Straße – Atzgersdorfer Straße.
Am Rosenhügel beginnt die südliche Grenze zum 23. Bezirk (Liesing); sie verläuft die Atzgersdorfer Straße entlang, um den Rosenhügel (Wasserbehälter der 1. Hochquellenwasserleitung, Neurologisches Zentrum Rosenhügel) zur Speisinger Straße (vom Rosenhügel bis dorthin bis 1938 Stadtgrenze). Von dort verlief die Stadtgrenze bis 1938 durch die Linienamtsgasse, die Friedensstadt und den Hörndlwald außerhalb Wiens lassend, zur östlichen Mauer des Lainzer Tiergartens und diese nordwärts zum Wiental.
Seit 1938 gehören Friedensstadt und Hörndlwald ebenso wie die Siedlung Auhofer Trennstück und andere Siedlungen im Süden bis zur Wittgensteinstraße und zur östlichen Tiergartenmauer zum 13. Bezirk, seit 1956 auch der Tiergarten selbst, dessen westliche Mauer nun größtenteils die Bezirks- und Stadtgrenze bildet. Im Südwesten und Westen grenzt Hietzing an Niederösterreich. Angrenzende Gemeinden sind seit 1954 Breitenfurt bei Wien, Laab im Walde und Purkersdorf.

### Berge

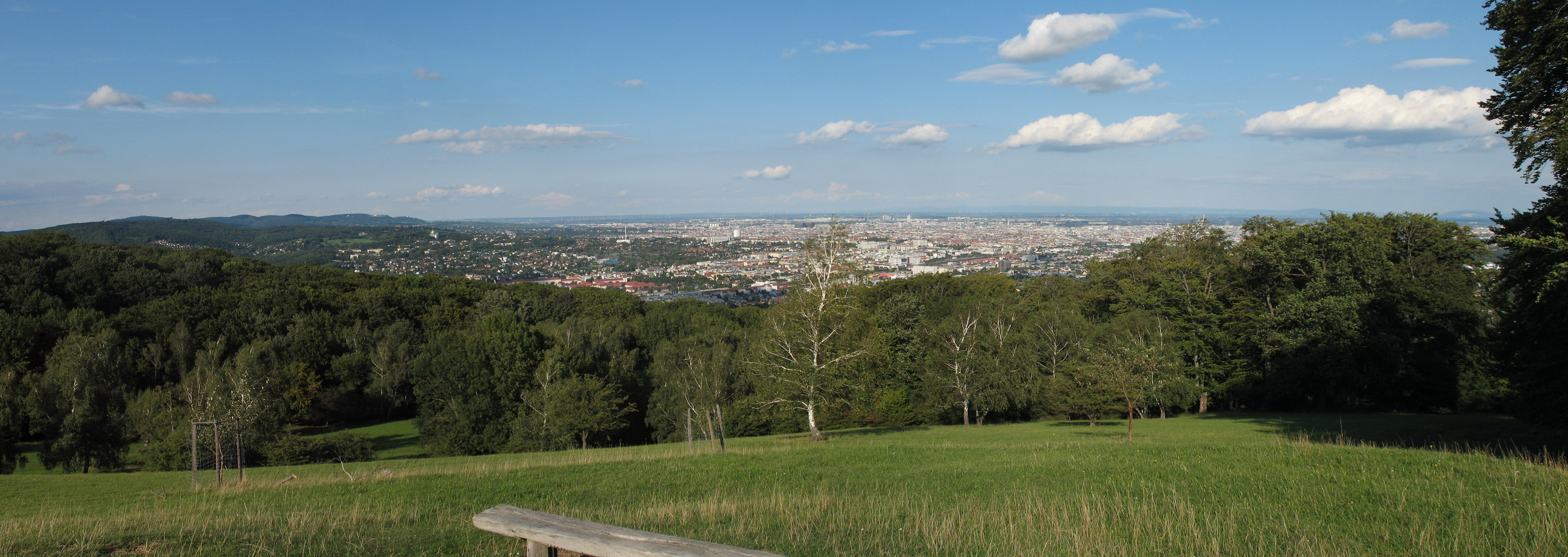
„Wiener Blick“ im Lainzer Tiergarten

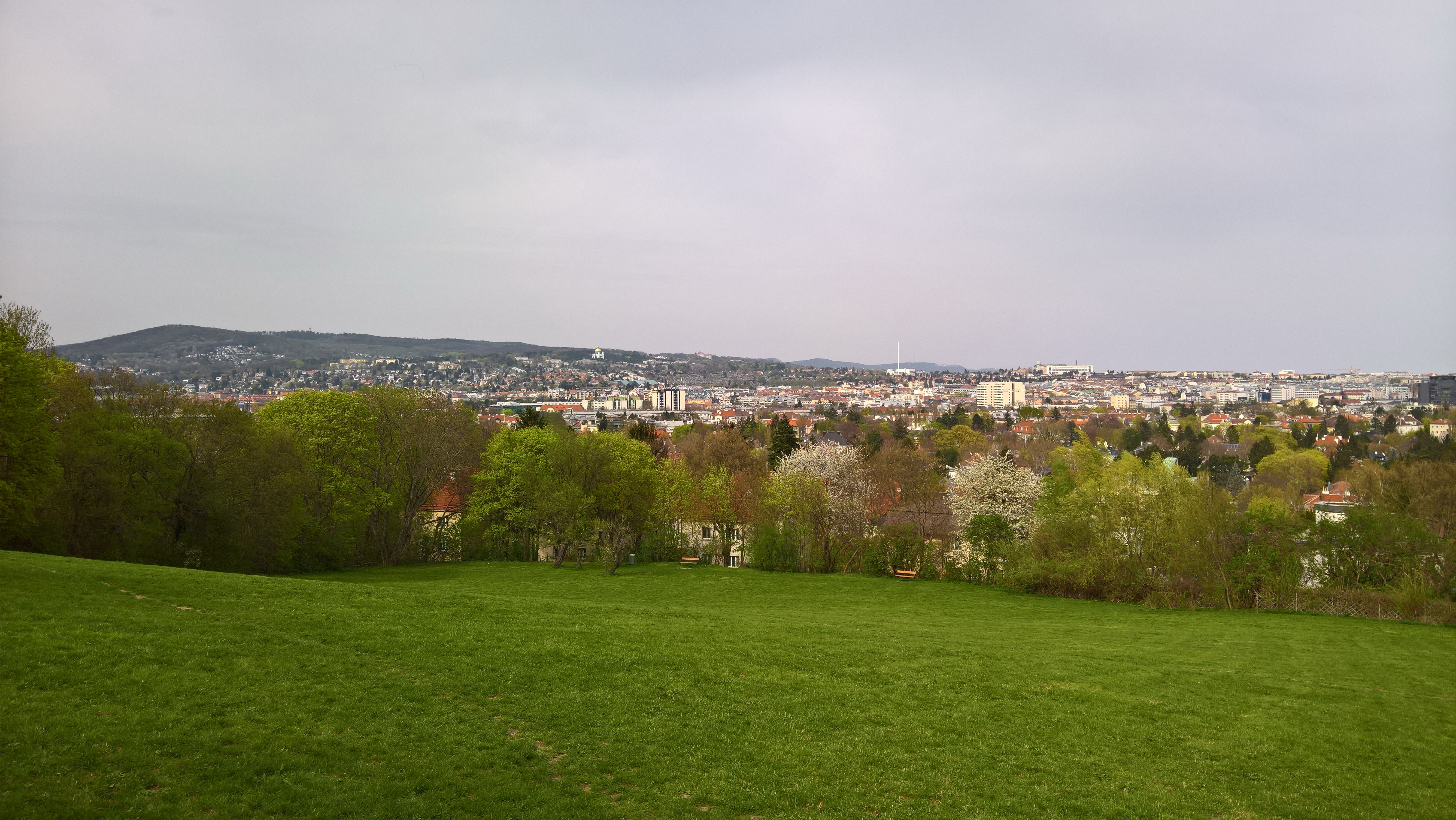
Blick vom Nordhang des Roten Berges in Richtung Penzing

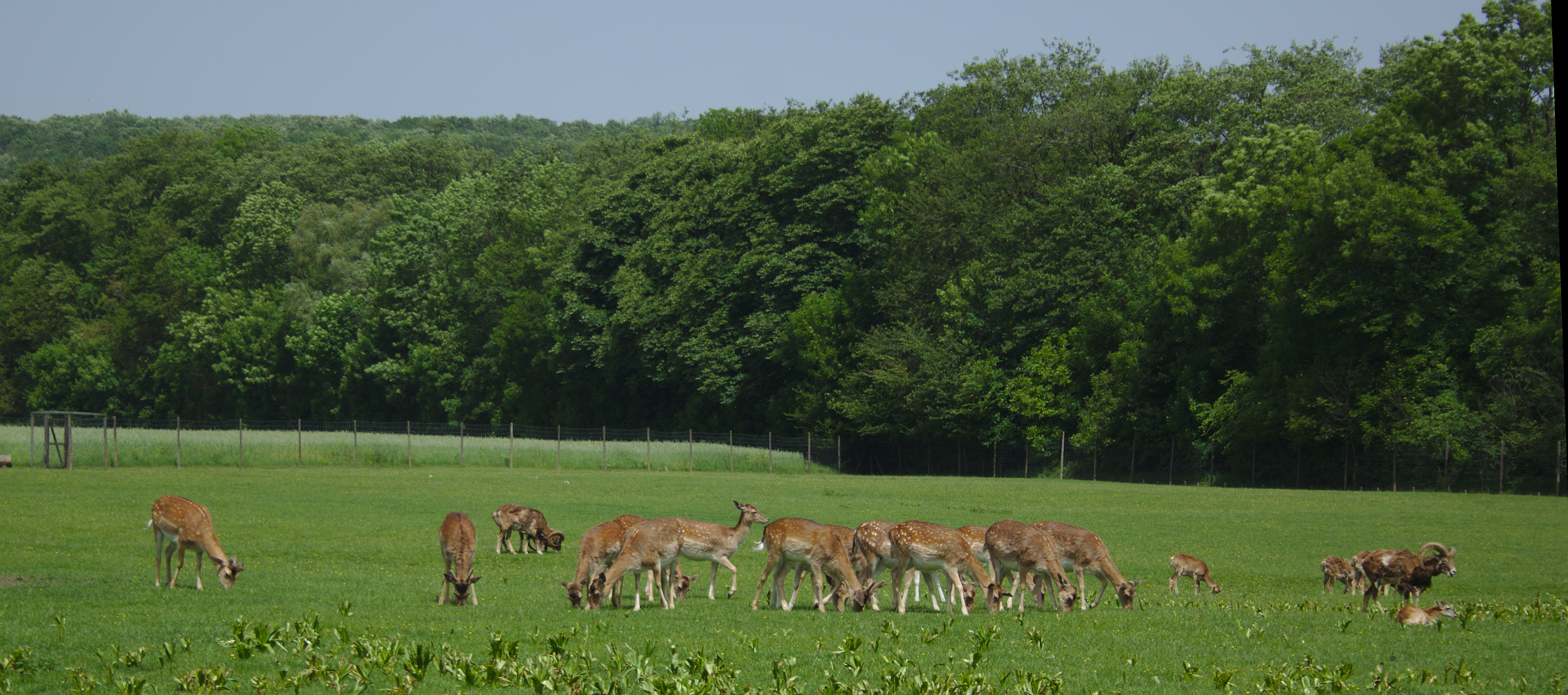
Penzinger Wiese im Lainzer Tiergarten

Der Lainzer Tiergarten besitzt mit einer unbenannten Anhöhe mit 518 Meter nahe dem Dreihufeisenberg, über den die Stadtgrenze zu Laab im Walde verläuft, dem benachbarten 508 Meter hohen Kaltbründlberg mit der Hubertuswarte im Zentrum des Tiergartenareals und dem nordwestlich davon liegenden 504 Meter hohen Hornauskogel die höchsten Punkte des Bezirks.
Deutlich niedriger ist der Hagenberg mit 406 Meter, weiter südlich davon befindet sich der „Wiener Blick“, eine große Lagerwiese, an deren Osthang sich ein weiter Fernblick bis zur 60 km entfernten Slowakei und an klaren Tagen auch darüber hinaus bietet. Auch im verbauten Bezirksgebiet liegen mehrere Berge mit Höhen von 250 bis 300 Meter. Der Küniglberg wurde dabei zu einem Synonym für die öffentlich-rechtliche Rundfunkanstalt ORF, auf dem Rosenhügel befanden sich die früher bekannten Rosenhügel-Filmstudios und befindet sich ein großes Wasserreservoir, auf dem Roten Berg bestehen ein Erholungsgebiet und Fundstätten mit Feuersteinen aus der Steinzeit.
An mehreren Stellen im Westen Hietzings wurde bei Bauarbeiten unter der Erdoberfläche vulkanisches Gestein entdeckt. Die Aktivität der Vulkane wird auf ein Alter von ungefähr 12 Millionen Jahre geschätzt.

### Gewässer
Hietzing verfügt im Lainzer Tiergarten über eine große Anzahl unverbauter Wienerwaldbäche, die überwiegend in den Wienfluss münden. Der längste Bach mit dem größten Einzugsgebiet ist der Rotwassergraben mit einer Länge von rund sieben Kilometer, der mit dem Glasgraben über einen rund drei Kilometer langen Zubringer verfügt. Westlich des Rotwassergrabens liegt der Grünauer Bach und der Grünauer Teich, mit seinem östlichen Zubringer, dem Schallautzergraben. Das wichtigste Gewässer ist der Lainzerbach. Er nimmt an der Teichwiese den Vösendorfer Graben auf und bildet dort den Hohenauer Teich.
Am Lainzer Tor mündet auch der Katzengraben in den Lainzerbach. Der Lainzer Teich ist ein künstlich angelegter Teich. Ab der Ebersberggasse ist der Lainzerbach als Bachkanal ausgeführt, ursprünglich führte er über die Lainzer Straße in die Wien. Weitere kleinere Bachläufe im Osten des Lainzer Tiergartens wurden ebenfalls teilweise kanalisiert, unter ihnen der Lackenbach, der Marienbach, der Veitlissengraben, der Wlassakgraben und der Hirschenbach. Auch der Gütenbach entspringt mit seinen Zubringern in Hietzing, mündet jedoch in Liesing in die Reiche Liesing. Teile des Retentionsbecken Auhof am Wienfluss liegen ebenfalls in Hietzing.

### Flächennutzung
Die Baufläche von Hietzing umfasst nur 21,5 % (Wienweit 33,3 %) der Bezirksfläche, wobei dies der zweitniedrigste Wert eines Wiener Gemeindebezirks ist. Die Baufläche selbst verteilt sich zu 78,7 % auf Wohnbauflächen und 16,5 % auf Flächen, die kulturellen, religiösen, sportlichen oder öffentlichen Zwecken gewidmet sind. Dieser relativ hohe Wert steht einem für einen Wiener Gemeindebezirk sehr niedrigen Anteil an Betriebsflächen (4,3 % der Baufläche) gegenüber.
Grünflächen nehmen in Hietzing einen Anteil von 71,7 % ein. Dies ist der höchste Wert in Wien, wobei die größte Fläche vom Lainzer Tiergarten eingenommen wird. 73,4 % der Grünfläche entfallen auf Wald, weitere 15,5 % der Grünfläche sind Wiesen. 6,3 % Parkanlagen, 2,5 % Kleingärten. Landwirtschaftliche Nutzflächen (1,5 %) und Freizeitflächen (0,8 %) nehmen nur einen geringen Flächenanteil des Grüngebietes ein.
Gewässer nehmen in Hietzing eine Fläche von 0,8 % ein (Wienerwaldbäche im Lainzer Tiergarten), der Anteil der Verkehrsflächen am Bezirksgebiet ist mit 6,0 % der niedrigste Wert in Wien.

### Grünflächen
Neben dem Lainzer Tiergarten und dem Schlosspark von Schloss Schönbrunn gibt es einige weitere, bedeutende Grünflächen. An den Lainzer Tiergarten angrenzend befinden sich die Wiesen Matraswiese, Himmelhofwiese, Dollwiese sowie der Hörndlwald. Zudem sind auch der Küniglberg, der Rote Berg (inkl. Trazerberg und Girzenberg) sowie der Napoleonwald bedeutende Naherholungsgebiete. Die Dollwiese ist eine blaue Skipiste mit einem Zauberteppich. Auf der Himmelhofwiese hat sich eine Skisprungschanze befunden, bis sie 1980 abgebrannt ist.
| Baufläche | Baufläche      | Baufläche                 | Grünfläche     | Grünfläche | Grünfläche | Grünfläche | Grünfläche  | Grünfläche       | Gewässer  | Gewässer | Verkehrsflächen |
| 808,94    | 808,94         | 808,94                    | 2.703,82       | 2.703,82   | 2.703,82   | 2.703,82   | 2.703,82    | 2.703,82         | 29,23     | 29,23    | 227,26          |
| --------- | -------------- | ------------------------- | -------------- | ---------- | ---------- | ---------- | ----------- | ---------------- | --------- | -------- | --------------- |
| Wohnbau   | Betriebsgebiet | öffentliche Einrichtungen | Landwirtschaft | Parks      | Wälder     | Wiesen     | Kleingärten | Freizeit-Flächen | Wienfluss | Andere   |                 |
| 636,57    | 34,68          | 133,69                    | 41,53          | 171,43     | 1.984,25   | 66,88      | 418,07      | 21,64            |           |          |                 |

Der Anteil der besiedelten Fläche (Gesamtfläche ohne Wälder, Wiesen, Parks, Landwirtschaft, Gewässer) beträgt damit 1.475,94 ha.

### Bezirksteile
Hietzing wird seit 1938 aus den sechs bis 1890/1892 selbstständigen Gemeinden Hietzing, Unter-St.-Veit, Ober-St.-Veit, Hacking, Lainz und Speising gebildet, weiters kamen per 15. Oktober 1938 die bis dahin niederösterreichischen Siedlungen Friedensstadt, Siedlung Auhofer Trennstück und westlich benachbarte Siedlungen dazu; die Wittgensteinstraße wurde neue südliche Bezirksgrenze.
1956 wurde der Lainzer Tiergarten mit einem kleinen Vorlandstreifen im Wiental vom 23. Bezirk zum 13. Bezirk transferiert.
Der Bezirk wird heute in neun Katastralgemeinden unterteilt. Sechs der Katastralgemeinden entsprechen im Wesentlichen den ehemaligen Gemeindegebieten. Rosenberg sowie Schönbrunn bilden eigene Katastralgemeinden. Hinzu kommt seit 1956 die Katastralgemeinde Auhof, die den ganzen Westen des Bezirksgebiets einnimmt und im Wesentlichen den Lainzer Tiergarten in seinem ehemaligen Umfang umfasst. Auch ein kleiner Teil der Katastralgemeinden Hütteldorf und Unterbaumgarten (14. Bezirk) liegen auf Hietzinger Gebiet.
Eine Gliederung des Bezirksgebiets besteht ferner in den Zählbezirken der amtlichen Statistik, in denen die Zählsprengel des Gemeindebezirks zusammengefasst sind. Die elf Zählbezirke in Hietzing sind Schönbrunn, Hietzing, Auhofstraße, Ober-St.-Veit, Gemeindeberg-Jagdschloßgasse, Lainz, Maxing, Speising, Altersheim Lainz (heute: Geriatriezentrum Am Wienerwald), Lainzer Tiergarten und Friedensstadt. Trotz teilweiser Namensgleichheit stimmen die Grenzen der Zählbezirke nicht mit jenen der Katastralgemeinden überein.

## Wappen
Das Hietzinger Bezirkswappen besteht aus fünf Teilen: Hietzing (Mitte), Hacking (vom Betrachter aus gesehen links (heraldisch rechts) oben), Sankt Veit (rechts oben), Speising (links unten), Lainz (rechts unten). In der Baumkrone findet man die Gottesmutter mit dem Jesuskind im goldenen Strahlenkreuz, flankiert von zwei Engeln. Unter dem Baum beten vier Bauern.
Es existiert eine Legende, aus der sich die Herkunft der Gottesmutter im Wappen, aber auch die Herkunft des Namens Hietzing herleiten lässt. Während der 2. Türkenbelagerung (1683) war Hietzing noch ein kleines Dorf. Als die Türken heranrückten, hätten die Hietzinger eine wertvolle Marienstatue aus ihrer Pfarrkirche in der Baumkrone einer großen Eiche versteckt und dann Zuflucht im nahen Wienerwald gesucht. Vier junge Bauern hätten sich eines Tages aus ihrem Versteck in den verlassenen Ort gewagt, seien dort prompt von einem türkischen Spähtrupp gefangen genommen und an einen Baum gebunden worden, – just an den Baum, in dem die Marienstatue versteckt gewesen sei. Die vier Unglücklichen hätten daraufhin begonnen, zur Mutter Gottes zu beten, worauf die Ketten von ihnen gefallen seien und eine Stimme aus dem Baum mit den Worten „Hiatz eng!“ (Hütet Euch!) zu hören gewesen sei. Aus Dankbarkeit für die Errettung der vier Männer sei dann der Ort nach diesen mahnenden Worten der Mutter Gottes benannt worden, – im Laufe der Zeit habe sich dies zum Namen Hietzing gewandelt.

## Geschichte
Im Osten von Hietzing, im Bereich der Fasangartengasse und der Lainzer Straße, wurde die unterirdische Trasse einer ehemaligen römischen Wasserleitung zum Legionslager Vindobona gefunden. Mehrere Stücke dieser Leitung wurden aufgedeckt und archäologisch dokumentiert.

### Vom Dorf zum Vorort Wiens
Der Name Hietzing leitet sich von „Hiezo“ oder „Hezzo“ (Kurzform von „Heinrich“) ab. Die erste urkundliche Erwähnung stammt aus dem Jahr 1130. Seit 1253 scheint das Stift Klosterneuburg als Grundherr auf. Die ältesten Anwesen lagen im Bereich der Altgasse, nördlich davon (Richtung Wienfluss) waren Viehweiden, südlich wenige Äcker und ausgedehnte Weingärten. In der Nähe des Küniglbergs und um das Gebiet des heutigen Hietzinger Friedhofs gab es auch einen Steinbruch sowie Sand- und Schottergruben, deren Material noch beim Bau des Schlosses Schönbrunn Verwendung fand.
Vor der ersten Türkenbelagerung (1529) war Hietzing ein aufstrebender Weinbauort. Nach den schweren Zerstörungen erholte sich der Ort rasch. Mitte des 17. Jahrhunderts begann die Umwandlung der Weingärten in Ackerland. Die wachsende Beliebtheit des Wallfahrtsortes „Maria Hietzing“ erforderte den Ausbau der Seelsorge. Chorherrenhaus und Gemeindegasthaus wurden errichtet, wo für Wallfahrer Übernachtungsmöglichkeit bestand.
Die zweite Türkenbelagerung (1683) verwüstete den Ort und die restlichen Weingärten. Der Ort war fast entvölkert und die Neubesiedelung ging nur langsam voran. Der Bau des Schlosses Schönbrunn, das an der Stelle der 1683 zerstörten Katterburg errichtet wurde, bewirkte schließlich den großartigen Aufschwung des damaligen Dorfes Hietzing. Die Nähe des kaiserlichen Hofes brachte starke Bautätigkeit mit sich, galt es doch, Quartiere für Adelige und Beamte zu schaffen. Das rasche Anwachsen der Häuserzahl im späten 18. und frühen 19. Jahrhundert änderte die Struktur des Ortes. Die neu erbauten Häuser wurden von Leuten gehobener sozialer Stellung bewohnt, die in Hietzing den Sommer verbrachten. Dieser Zustrom steigerte die Verdienstmöglichkeiten der Dorfbewohner und prägt das Bild Hietzings bis in unsere Tage.
Zur Geschichte der anderen Vororte, die später den 13. Bezirk in seinen Grenzen ab 1938 bildeten, siehe Unter-St.-Veit, Ober-St.-Veit, Hacking, Lainz und Speising.

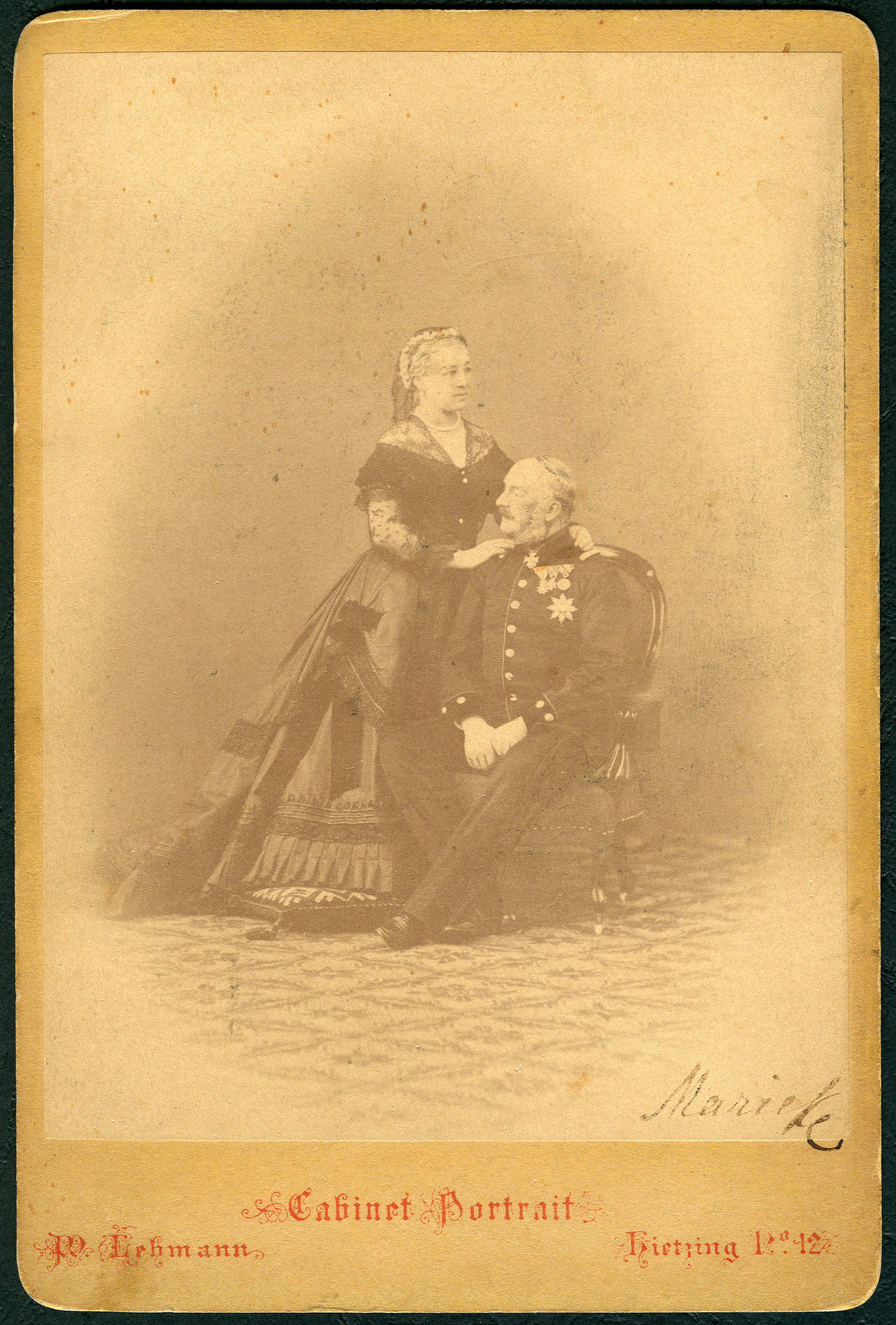
Das 1866 vom Königreich Hannover nach Hietzing exilierte Monarchenpaar Königin Marie und Georg V.

Im Biedermeier entstand 1832 in Alt-Hietzing das in die Musikgeschichte eingegangene, mit der Strauss-Dynastie verbundene Vergnügungsetablissement Dommayers Casino (Im Ohr noch die rauschenden Walzer, […] so kommt sie vom Dommayer z'haus, hieß es in einem Lied), das bis in die 1850er Jahre besonders beliebt war und Prominenz anzog. Von 1861 an war das wesentlich größere Vergnügungsareal „Neue Welt“ zwischen Lainzer Straße und Hietzinger Hauptstraße etwa 15 Jahre lang erfolgreich.
1860 wurde das heutige Bezirksgebiet vom ersten modernen Verkehrsmittel erreicht: der Verbindungsbahn mit Haltestellen in St. Veit, Lainz und Speising. Die Bahn wurde durch damals sehr dünn besiedeltes Gebiet geführt. 1872 wurde Franz Grillparzer auf dem Hietzinger Friedhof beigesetzt. 1883 nahm die Dampftramway-Gesellschaft vormals Krauss & Comp. den Betrieb von Alt-Hietzing durch die Lainzer Straße südwärts auf; 1887 kam eine Zweigstrecke nach Ober-St.-Veit hinzu.
In der zweiten Hälfte des 19. Jahrhunderts entwickelten sich vor allem Alt-Hietzing und Lainz auf Grund der Nähe zum Schloss Schönbrunn, der kaiserlichen Sommerresidenz, zu beliebten Wohngebieten wohlhabender Wiener, vorerst für saisonale Aufenthalte, bald für ständige Wohnsitze. Später traf dies auch auf Unter- und Ober-St.-Veit sowie Speising zu.

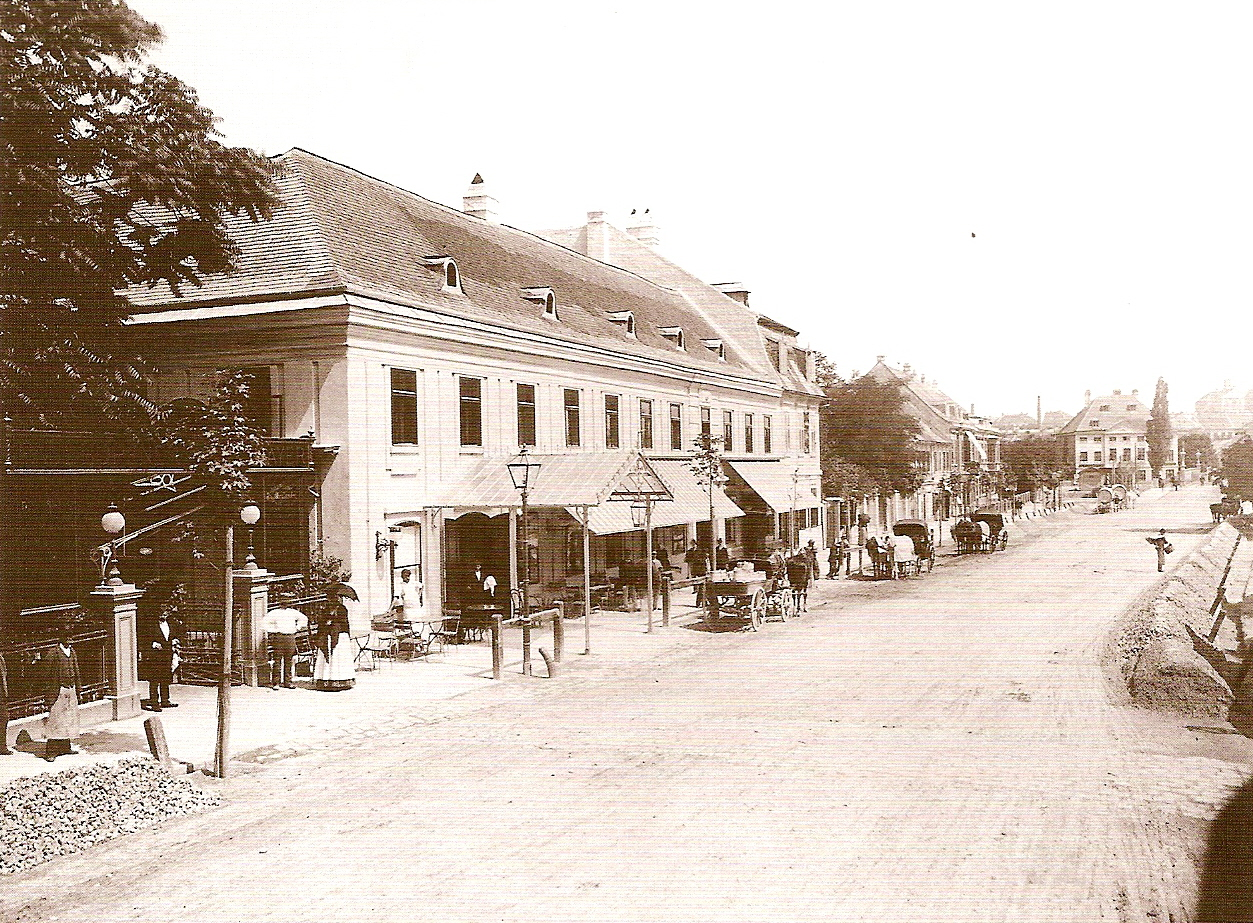
Die Hietzinger Hauptstraße im Jahr 1889 auf Höhe des Kasinos Dommayer, an dessen Stelle sich heute das Parkhotel Schönbrunn befindet.

Die Hietzinger Hauptstraße besteht, historisch gesehen, aus zwei Abschnitten: Der Abschnitt in Alt-Hietzing von der heutigen Kennedybrücke bis zum heutigen Anna-Strauss-Platz wurde schon lang Hauptstraße genannt. Daran anschließend ließ Maria Theresia eine fast schnurgerade Allee nach (Ober) St. Veit anlegen, als sie das St. Veiter Schloss besaß. Diese Allee hieß auf freiem Feld St. Veiter Gasse bzw. Straße, in (Ober) St. Veit Theresiengasse bzw. Maria-Theresien-Straße. 1894 erhielt der Straßenzug den einheitlichen Namen Hietzinger Hauptstraße.

### Von der Eingemeindung bis 1938
1890/1892 wurden die heutigen Bezirksteile (ohne den Lainzer Tiergarten und andere 1938 eingemeindete Flächen wie die Siedlung Auhofer Trennstück) sowie die nördlich des Wienflusses gelegenen Wiener Vororte Penzing, Breitensee, Baumgarten und Hütteldorf nach Wien eingemeindet und als 13. Bezirk mit dem Namen Hietzing zusammengefasst.
Es handelte sich um einen der größten vier der damals 19 Bezirke. 1894 mussten vom zuständigen Gemeinderatsausschuss zahlreiche Straßennamen im neuen Bezirk geändert werden, da sie in den bisherigen Vororten Wiens (wie z. B. Bergstraße, Brunngasse, Mayergasse und Wiener Straße) mehrmals vergeben worden waren.
1898 erreichte die Obere Wientallinie der Wiener Dampfstadtbahn Hietzing. Sie wurde 1925 durch die Wiener Elektrische Stadtbahn ersetzt, die wiederum 1981 von der U-Bahn-Linie U4 abgelöst wurde. Ab 1907 war der Bezirk durch die elektrische Straßenbahnlinie 54, die vom Stadtzentrum durch die Mariahilfer Straße nach Alt-Hietzing fuhr, mit dem Stadtzentrum verbunden. Die Linien der Dampftramway-Gesellschaft vormals Krauss & Comp. von dort in den Westen des Bezirks, nach Ober-St.-Veit, und in den Süden über den Bezirksteil Speising nach Mauer (heute 23. Bezirk) und Mödling, damals beide in Niederösterreich, wurden von 1908 an sukzessive auf elektrischen Betrieb umgestellt (Linien 58, 59 und 60).
Die Stadt Wien ließ unter Bürgermeister Karl Lueger 1902–1904 im Bezirksteil Lainz das 31 Gebäude umfassende „Versorgungsheim“ bauen, später als Altersheim, dann als Pflegeheim Lainz, dann als Geriatriezentrum Am Wienerwald bezeichnet; es wurde 2015 geschlossen. (Seit 1915 führt die Straßenbahnlinie 62 bis dorthin.) Die Rothschild-Stiftung eröffnete 1912 im Bezirksteil Speising ein heute wieder diesen Namen führendes Neurologisches Spital; das Areal wurde dazu 1908 von der Gemeinde Mauer abgetrennt und nach Wien eingemeindet.
1912/1913 baute die Stadtverwaltung bei der heutigen Kennedybrücke ein großes Amtshaus, in dem bis 2016 die Bezirksvorsteher und -vertretungen des 13. und des 14. Bezirks ihren Sitz hatten; dann wurden die politischen Vertretungen des 14. Bezirks in diesen verlegt. Das Magistratische Bezirksamt für den 13. und 14. Bezirk befindet sich nach wie vor im genannten Hietzinger Amtshaus. An der Hetzendorfer Straße wurde 1914 der Betriebsbahnhof Speising der Städtischen Straßenbahnen eröffnet.
Kurz vor dem Ersten Weltkrieg entstanden auch bedeutende Villen- und Siedlungsbauten wie die Villa Wachtl und die Siedlung Küniglberg.
Zwei bis heute sehr bekannte Bewohner Hietzings in der Regierungszeit Kaiser Franz Josephs I. waren Johann Strauss Sohn, der „Walzerkönig“, und Katharina Schratt, Vertraute des Kaisers. Auch der Kaiser selbst wohnte und arbeitete in seinen letzten Lebensjahren ganzjährig in Schönbrunn und somit im Bezirk und starb 1916 hier. 1918 starb der später berühmte Maler Egon Schiele im 13. Bezirk und wurde auf dem Ober-St.-Veiter Friedhof begraben. Im gleichen Jahr verstarben auch Otto Wagner, Gustav Klimt (der sein letztes Atelier in Unter-St.-Veit in der Feldmühlgasse hatte) und Koloman Moser; sie sind auf dem Hietzinger Friedhof bestattet.
Aus der Zwischenkriegszeit (Rotes Wien bis 1934 und „Ständestaat“) sind die 1923/1924 von der Stadtverwaltung in Speising erbaute Siedlung Hermeswiese, der 1928 errichtete Gemeindebau Speisinger Straße 84–98, die 1932 fertiggestellte Werkbundsiedlung Wien, die 1928–1932 von der Stadtverwaltung in Lainz errichtete Siedlung Lockerwiese, die 1930–1932 von der Arbeiterunfallversicherung am Nordhang des Küniglbergs erbauten Reihenhäuser am Franz-Schalk-Platz und die 1938 zum Bezirk gelangten, bis dahin niederösterreichischen Siedlungen auf ehemaligem Tiergartengrund bemerkenswert. Der Sarg Bundeskanzler Engelbert Dollfuß’ wurde 1938 von der NS-Diktatur aus der Christkönigskirche im 15. Bezirk (1934–1938 Seipel-Dollfuß-Gedächtniskirche) auf den Hietzinger Friedhof überführt und hier beigesetzt.

### 1938 und die Folgen
Vom 12. März 1938 an wurden die im Bezirk wohnenden jüdischen Wienerinnen und Wiener wie in der ganzen „Ostmark“ vorerst spontan vom Mob, wenig später bürokratisch organisiert entrechtet, enteignet und vertrieben oder ermordet.
Ihre Villen wurden „arisiert“; so unter anderem die Villa der Familie Blaimschein, Ecke Lainzer Straße/Wenzgasse 2, die im April 1945 von der Roten Armee Staatskanzler Karl Renner als erste Residenz in Wien zur Verfügung gestellt wurde und heute die Iranische Botschaft in Wien beherbergt, das Domizil des Verlegers Gottfried Bermann Fischer (S. Fischer Verlag) in der Wattmanngasse 11 und die Häuser von Textilfabrikant Bernhard Altmann in der Kopfgasse 1 und der Pacassistraße 4.
18 ehemalige Schülerinnen und drei jüdische Professorinnen des 1904 gegründeten Mädchengymnasiums Wenzgasse wurden deportiert und ermordet. Insgesamt haben etwa 300 jüdische Bezirksbewohnerinnen und -bewohner die Befreiung 1945 nicht erlebt. Das Regime verfolgte auch nichtjüdische Gegner wie z. B. Hedy Urach und Stefanie Kunke.
Das Bezirksgebiet nördlich der Wien, 1.174 ha, wurde bei der NS-Gebietsreform vom 15. Oktober 1938 (vgl. Groß-Wien) zum neuen 14. Bezirk erklärt, nachdem diese Bezirksnummer durch die Zusammenlegung von Rudolfsheim und Fünfhaus zum 15. Bezirk freigeworden war. Dadurch verlor Hietzing damals 94.000 seiner 1934 noch 140.000 Einwohner.
Durch die Gebietsreform kamen die zuvor in Niederösterreich gelegenen Siedlungen auf ehemaligem Lainzer Tiergartengrund im Süden des Bezirks zu Hietzing. Das Magistratische Bezirksamt für den 13. und den 14. Bezirk befindet sich bis heute in Hietzing. Im Zuge der Novemberpogrome 1938 wurde die erst 1931 fertiggestellte Hietzinger Synagoge Ecke Eitelbergergasse/Neue-Welt-Gasse durch Brandstiftung zerstört, die Ruine in der Folge abgerissen.
1938/1939 setzte das NS-Regime einen im Fasangarten hinter dem Schlosspark von Schönbrunn begonnenen Kasernenbau fort und errichtete eine SS-Kaserne. Sie wird heute unter dem Namen Maria-Theresien-Kaserne oder Fasangartenkaserne vom Bundesheer genützt. 1940 wurde die Vertraute Kaiser Franz Josephs, Katharina Schratt, auf dem Hietzinger Friedhof beerdigt. Im Zweiten Weltkrieg verzeichnete der 13. Bezirk wesentlich geringere Bombenschäden als andere Bezirke, da hier keine nennenswerten Industriebetriebe oder größere Bahnanlagen bestanden; die SS-Kaserne wurde allerdings sehr wohl bombardiert, wie sich Senta Berger, in Lainz aufgewachsen, in ihren Memoiren erinnerte.

### Seit 1945
In der „Besatzungszeit“, als Wien nach der Eroberung durch die Rote Armee im April von Herbst 1945 bis Herbst 1955 von den vier alliierten Mächten besetzt war, gehörte der 13. Bezirk (ohne die 1938 eingemeindeten Siedlungen und ohne den Lainzer Tiergarten, die sowjetisch besetzt waren) zum britischen Sektor. Zeremonielle Auftritte der britischen Armee fanden im Ehrenhof von Schloss Schönbrunn statt. 1952 wurden dort Schlüsselszenen des österreichischen Spielfilms „1. April 2000“ (Regie: Wolfgang Liebeneiner) gedreht, in dem es für die österreichische Regierung darum geht, die Besatzungsmächte im Jahr 2000 endlich loszuwerden. Im Film landet ein Raumschiff im Ehrenhof, von Tausenden Menschen beobachtet.
Der Lainzer Tiergarten, durch die Gebietsreform 1938 in Groß-Wien Teil des neuen 25. Bezirks geworden und 1954 dem neuen 23. Bezirk, Liesing, zugeordnet, wurde Hietzing erst 1956 angegliedert, wodurch sich die Bezirksfläche stark vergrößerte; bis dahin gehörte er zum Bezirk Liesing. Von den 3.771,5 ha der heutigen Bezirksfläche nimmt der in Wien liegende Teil des Tiergartens 2.360 ha ein.
Seit Ende der 1960er Jahre betreibt der ORF das von Roland Rainer entworfene und 1975 fertiggestellte ORF-Zentrum Küniglberg, in dem sich zentrale TV- und Radiostudios sowie Direktion und Verwaltung der öffentlich-rechtlichen Rundfunkanstalt befinden. Der Name des unscheinbaren Hügels im 13. Bezirk ist seither als Synonym für den ORF in der österreichischen Mediendiskussion allgegenwärtig.
Auf dem Hietzinger Friedhof wurden in den letzten Jahrzehnten zwei bekannte Künstler bestattet: 1986 der Volkssänger und Conferencier Heinz Conrads, 1996 der Komponist Gottfried von Einem.
1997 kam es am Rosenhügel im Bereich Bertégasse und Wastlgasse zu einer geringfügigen Änderung des Grenzverlaufs zum Gemeindebezirk Liesing, wovon vor allem eine Kleingartensiedlung betroffen war.
Details zur Geschichte des Bezirks siehe Bezirksteile; zu den 1938 abgetrennten Bezirksteilen siehe Penzing.

## Bevölkerung
Bevölkerungsentwicklung
Quelle: Statistik.at

### Bevölkerungsentwicklung
Das heutige Bezirksgebiet von Hietzing umfasste 1869 nur 9.808 Einwohner. Durch die geringe Bevölkerungsdichte zu dieser Zeit war Hietzing einer der wenigen Bezirke, die fast ausschließlich ein andauerndes Bevölkerungswachstum verzeichnen konnten. Bis zum Beginn des Ersten Weltkriegs hatte sich die Bevölkerungszahl 1910 mit 34.883 Einwohnern bereits mehr als verdreifacht, danach verlangsamte sich das Wachstum. 1971 erreichte der Bezirk mit 57.068 Menschen die höchste Bevölkerungszahl. Danach stagnierte die Einwohnerzahl und ging bis zur Jahrtausendwende allmählich zurück. Ab 2001 begann die Einwohnerzahl im wienweiten Trend wieder zu wachsen. Anfang 2015 lag die Einwohnerzahl bei 52.085 Menschen. Mit einer nominellen Bevölkerungsdichte von 1.382 Einwohnern/km² ist Hietzing theoretisch der am dünnsten besiedelte Wiener Gemeindebezirk. Bezogen auf das besiedelte Bezirksgebiet (14,76 km², vgl. Flächennutzung) beträgt die Siedlungsdichte jedoch 3.465 Einwohner/km² (2011).

### Bevölkerungsstruktur
Das Durchschnittsalter der Hietzinger Bevölkerung war 2001 wesentlich höher als im Wiener Durchschnitt. Grundlagen dafür sind die hohe Dichte an Pensionisten-Wohnhäusern, das große Pflegeheim in Lainz (Geriatriezentrum Am Wienerwald) sowie ein sehr geringer Ausländeranteil. Die Zahl der Kinder unter 15 Jahren lag mit 13,0 % dabei nur leicht unter dem Wiener Durchschnitt von 14,7 %, der Anteil der Bevölkerung zwischen 15 und 59 Jahren hingegen mit 56,8 % (Wien: 63,6 %) stark unter dem Durchschnitt. Der Anteil der Menschen im Alter von 60 Jahren oder mehr war 2001 mit 30,2 % (Wien: 21,7 %) der höchste von ganz Wien. Infolge des hohen Anteils älterer Menschen war 2001 auch der Frauenüberhang in Hietzing der größte in Wien: 44,3 % Männern standen 55,7 % Frauen gegenüber. Die Anzahl der verheirateten Hietzinger war mit einem Anteil von 42,8 % gegenüber 41,2 % leicht über dem Durchschnitt Wiens.
Hietzing hat den geringsten Ausländeranteil Wiens und infolgedessen den prozentual höchsten Anteil Wahlberechtigter. Die Hietzinger Bevölkerung hat die meisten Quadratmeter Grünfläche pro Kopf zur Verfügung, zudem ein höheres Pro-Kopf Einkommen und eine höhere Lebenserwartung als der Wiener Durchschnitt.

### Herkunft und Sprache
Der Anteil der ausländischen Bezirkseinwohner lag 2005 bei 10,4 % (Wien: 18,7 %) und weist gegenüber 2001 (7,9 %) wie in ganz Wien stark steigende Tendenz auf. Den höchsten Anteil der Ausländer stellten 2005 mit rund 2,1 % Anteil an der Bezirksbevölkerung Staatsbürger aus Deutschland. Hietzing war damit neben der Inneren Stadt der einzige Bezirk, in dem Deutsche den höchsten Ausländeranteil stellten. Weitere 1,4 % waren Staatsbürger von Serbien und Montenegro, 0,7 % waren polnische, 0,5 % türkische und 0,4 % slowakische Staatsbürger. Insgesamt waren 2001 16,3 % der Hietzinger Bevölkerung nicht in Österreich geboren. 1,9 % sprachen als Umgangssprache Serbisch, 0,5 % Türkisch und 1,0 % Kroatisch.

### Religionsbekenntnis
Die Verteilung der Religionsbekenntnisse der Bevölkerung wich im 13. Bezirk 2001 stark vom Durchschnitt Wiens ab. Mit 57,7 % war der Anteil der Bewohner mit römisch-katholischem Bekenntnis (Wien: 49,2 %) der höchste aller Wiener Bezirke. Es gibt im Bezirk acht römisch-katholische Pfarren, die das Stadtdekanat 13 bilden. Auch der Anteil der Menschen mit evangelischem Bekenntnis erreichte mit 7,4 % den höchsten Wert eines Wiener Bezirkes. Der Anteil der Menschen mit anderen Konfessionen war demgegenüber sehr gering; 1,7 % bekannten sich zum Islam, 2,1 % zur Orthodoxie. 24,5 % gaben an, keiner Religionsgemeinschaft anzugehören, weitere 6,6 % hatten dazu keine Auskunft gegeben oder ein anderes Religionsbekenntnis angeführt.

## Politik
Die Rolle als stimmenstärkste Partei und damit der Anspruch auf den Bezirksvorsteher war zwischen SPÖ und ÖVP lang umkämpft: Den traditionellen, konservativ orientierten Villenvierteln standen viele „Gemeindebauten“ und das große Pflegeheim Lainz, beide mit überwiegend sozialdemokratischer Wählerschaft, gegenüber. In der Nachkriegszeit stellte zunächst von 1946 bis 1959 die ÖVP den Bezirksvorsteher. Danach wechselten sich ÖVP und SPÖ als stimmenstärkste Partei ab. Ab 1978 gelang es der ÖVP, ihre Position als stärkste Fraktion auszubauen; sie konnte diese Position bis heute halten. Während die ÖVP seit 1991 relativ stabile Wahlergebnisse einfuhr, rutschte die SPÖ 1996 auf einen Tiefpunkt ab, von dem insbesondere die FPÖ und auch das Liberale Forum profitierten. 2001 waren vor allem die Grünen Gewinner der Bezirksvertretungswahl. Nach einer kurzen Unterbrechung setzte sich die Niederlagen-Serie der SPÖ 2010 wieder fort, auch die ÖVP und die Grünen verloren in diesem Jahr Stimmen, Zugewinne gingen an FPÖ, BZÖ und LIF. 2015 wurde die ÖVP mit deutlichem Vorsprung stärkste Partei, was Hietzing zu einem von nur vier Wiener Gemeindebezirken macht, in denen die Partei die Mehrheit stellt. Die liberalen NEOS gewannen aus dem Stand mehr als 6 % der Stimmen.
| ← 2015Bezirksvertretungswahl in Wien-Hietzing (13.) 2020Vorläufiges Ergebnis mit Briefwahlkarten %50403020100 44,3 (+4,9)22,3 (−1,0)3,9 (−12,7)15,1 (+3,2)8,9 (+2,5)5,6 (+3,2) ÖVPSPÖFPÖGRÜNENEOSSonst.20152020 |

| Jahr | SPÖ  | ÖVP  | FPÖ  | Grüne | LIF/NEOS | BZÖ | Sonstige |
| ---- | ---- | ---- | ---- | ----- | -------- | --- | -------- |
| 1991 | 37,7 | 38,2 | 15,4 | 8,2   | n.k      | -   | 0,5      |
| 1996 | 29,0 | 38,6 | 16,8 | 7,1   | 7,0      | -   | 1,5      |
| 2001 | 31,7 | 36,7 | 15,1 | 12,2  | 3,7      | -   | 0,7      |
| 2005 | 33,4 | 39,5 | 8,8  | 16,0  | 0,5      | 0,8 | 1,1      |
| 2010 | 29,2 | 36,5 | 15,2 | 15,7  | 1,2      | 1,4 | 0,9      |
| 2015 | 23,3 | 39,4 | 16,6 | 11,9  | 6,4      | -   | 2,4      |
| 2020 | 22,3 | 44,3 | 3,9  | 15,1  | 8,9      | -   | 5,6      |

## Kultur und Sehenswürdigkeiten
Siehe auch: Liste der Wiener Parks und Gartenanlagen/Hietzing

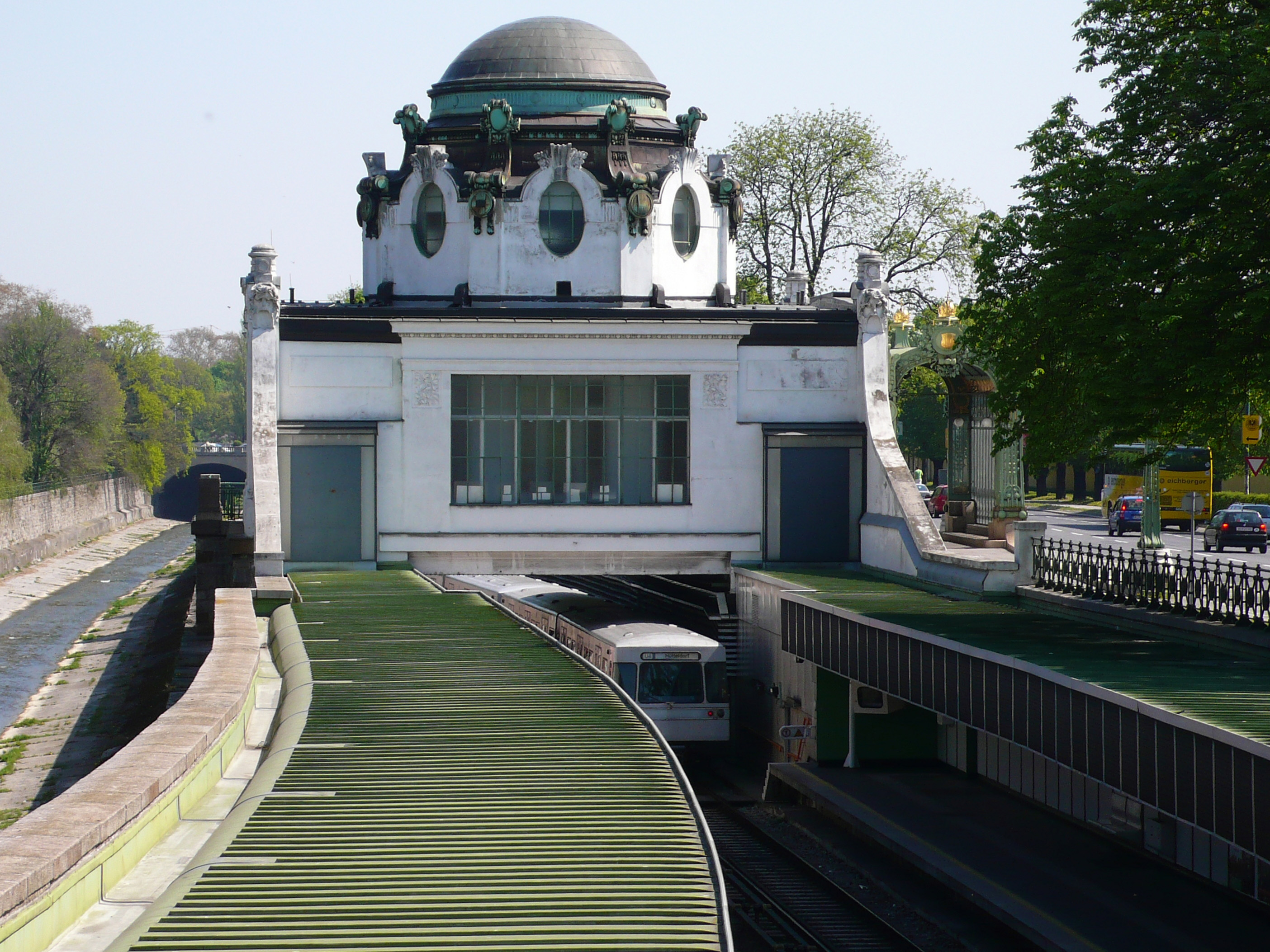
Stadtbahn-Hofpavillon Hietzing (heute U-Bahn); Otto Wagner

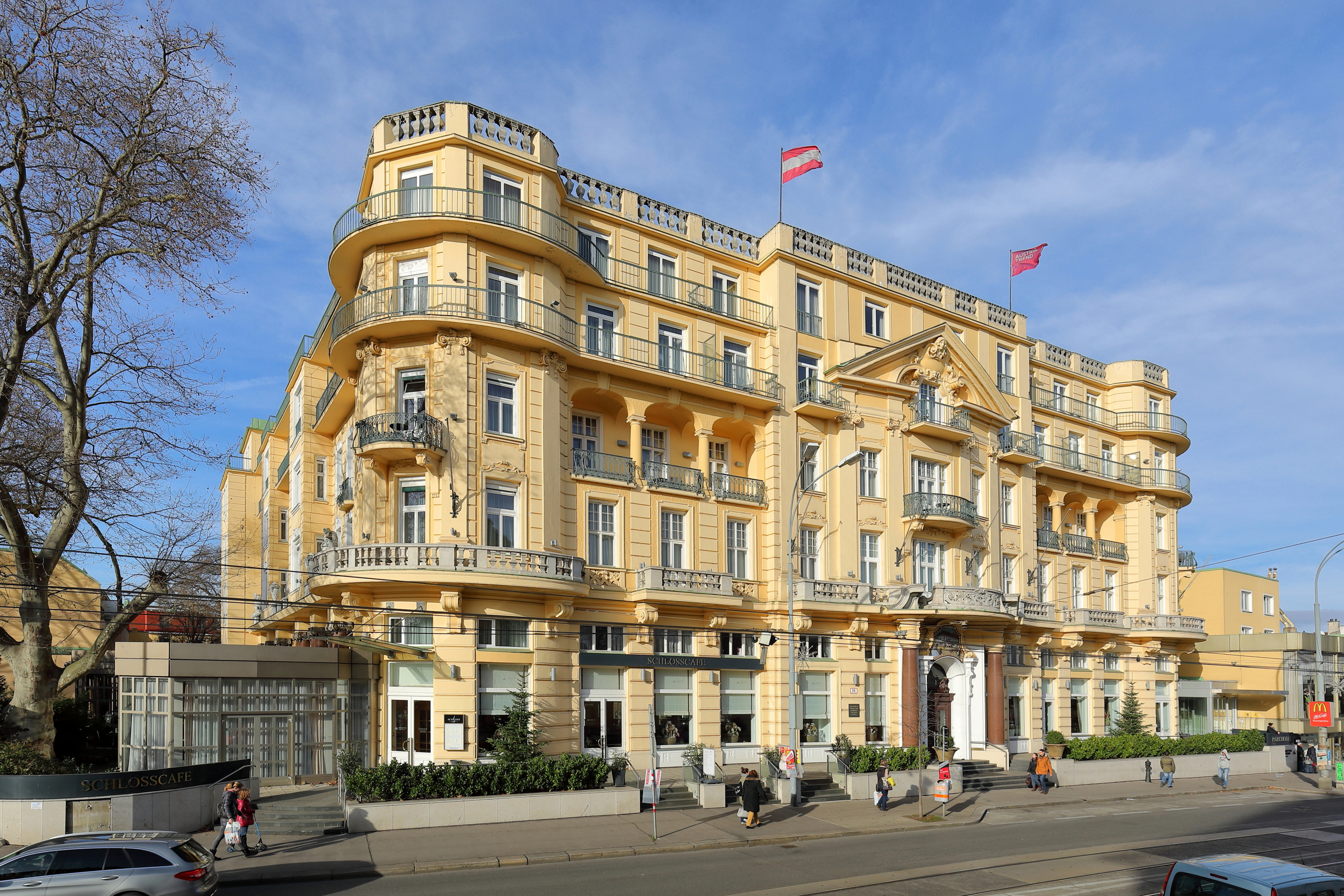
Parkhotel Schönbrunn an der Hietzinger Hauptstraße

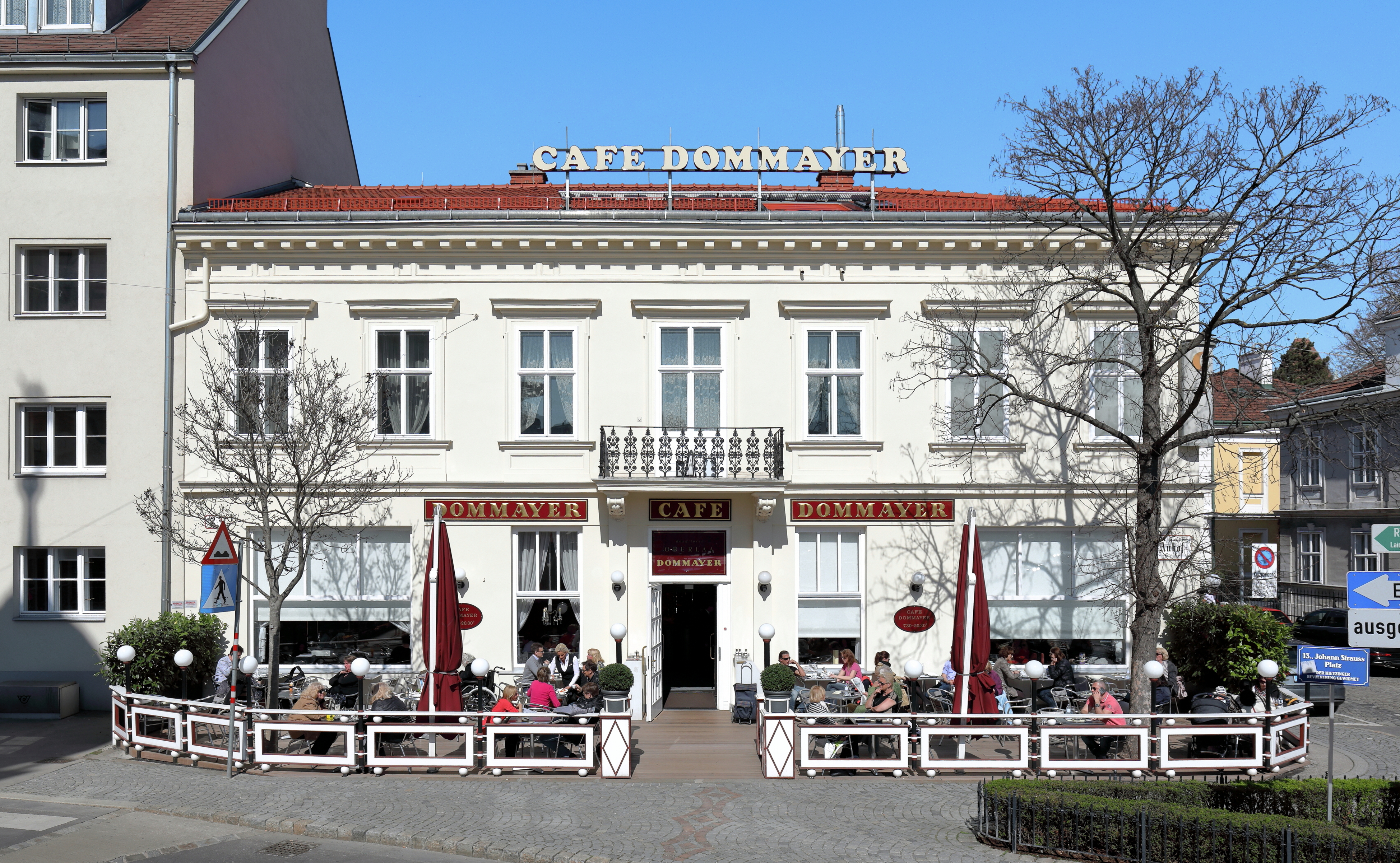
Das Café Dommayer heute: Ecke Auhofstraße / Anna-Strauss-Platz / Dommayergasse

### Sehenswürdigkeiten
- Schloss Schönbrunn: Hier schreitet man durch die kaiserlichen Gemächer. In einem Nebengebäude befindet sich die Wagenburg (Außenstelle des Kunsthistorischen Museums), eine Sammlung von über 100 Wagen, Schlitten, Sänften und Tragsesseln mit dazugehörigen Zug- und Reitgeschirren, die vom kaiserlichen Hof verwendet wurden. Das angeschlossene, nicht öffentlich zugängliche Monturdepot geht auf die Livree-Garderobe des Oberststallmeisteramtes zurück und ist eine der weltweit bedeutendsten Sammlungen höfischer Kleidung aus dem 19. und frühen 20. Jahrhundert. Im Schlosspark sind das Palmenhaus, die Gloriette und der älteste bestehende Zoo der Welt, der Tiergarten Schönbrunn, sehenswert.

Im alten Ortszentrum Hietzings:
- Pfarrkirche Maria Hietzing
- Bezirksmuseum Hietzing (direkt neben der Kirche)
- Hietzinger Friedhof (mit den Gräbern von Franz Grillparzer, Otto Wagner, Gustav Klimt, Franz Conrad von Hötzendorf, Engelbert Dollfuß, Rudolf Prack, Heinz Conrads)
- Café Dommayer

Im ganzen Bezirk:
- diverse aus architektonischen und/oder historischen Gründen besondere Ein- und Mehrfamilienhäuser (v. a. „Hietzinger Villenviertel“, siehe auch Adolf Loos, Josef Plecnik, Josef Frank)
- Klimt-Villa
- Otto Wagner: U-Bahn-Stationen Schönbrunn, Ober-St.-Veit
- Otto Wagner: Stadtbahn-Hofpavillon Hietzing: Der Hofwarteraum der Wiener Stadtbahn diente dem Kaiser und seinen Gästen als Ein- und Aussteigstelle zur Eisenbahn.

„Weiter draußen“:
- Werkbundsiedlung Wien
- Invalidenhauskirche
- ORF-Zentrum Küniglberg
- Betriebsbahnhof Speising
- 2015 geschlossenes Geriatriezentrum am Wienerwald (ehemaliges Versorgungsheim Lainz)
- Erzbischöfliches Schloss Ober-St.-Veit
- Barockkirche Ober-St.-Veit
- Karmelitinnenkloster „Faniteum“
- Evangelische Friedenskirche
- Otto Wagner jun.: Villa Schmeidler (1901/02), Schlossberggasse
- Lainzer Tiergarten
- Hermesvilla: Hier ist vor allem die Originaleinrichtung für Kaiserin Elisabeth von Interesse. Zudem finden regelmäßig Ausstellungen des Wien Museums statt.

### Hietzing in der Literatur
Hietzing wurde immer wieder in der Belletristik genannt, unter anderem in folgenden Werken:
- Leo Perutz: Das Mangobaumwunder. Eine unglaubwürdige Geschichte, Erstausgabe München 1916 zusammen mit Paul Frank, Neuauflage München 1998. Der Arzt Dr. Kircheisen wird zu einem Patienten in einer Villa in Hietzing gerufen und gerät in der Folge in eine Reihe von Abenteuern
- Franz Werfel: Eine blassblaue Frauenschrift, 1941. In Hietzing steht die Villa Paradini, wo Hauptfigur Leonidas Tachezi mit seiner Ehefrau Amelie Paradini wohnt (verfilmt von Axel Corti).
- Arno Geiger: Es geht uns gut, 2005 (Philipp Erlach entrümpelt die Hietzinger Villa seiner verstorbenen Großmutter; Bestseller)

## Infrastruktur
In Hietzing befinden sich die Krankenhäuser Hietzing (ehem. Lainz), Hietzing am Rosenhügel sowie das St. Josef Krankenhaus.
Im Bezirk befindet sich zudem die Maria-Theresien-Kaserne.
Weiters befinden sich im Bezirk mehrere Schwimmbäder (Schönbrunnerbad, Hietzinger Bad) und Tennisvereine, sowie ein Zauberteppich (Dollwiese) und ehemals eine Skisprungschanze (Himmelhofwiese).

### Verkehr

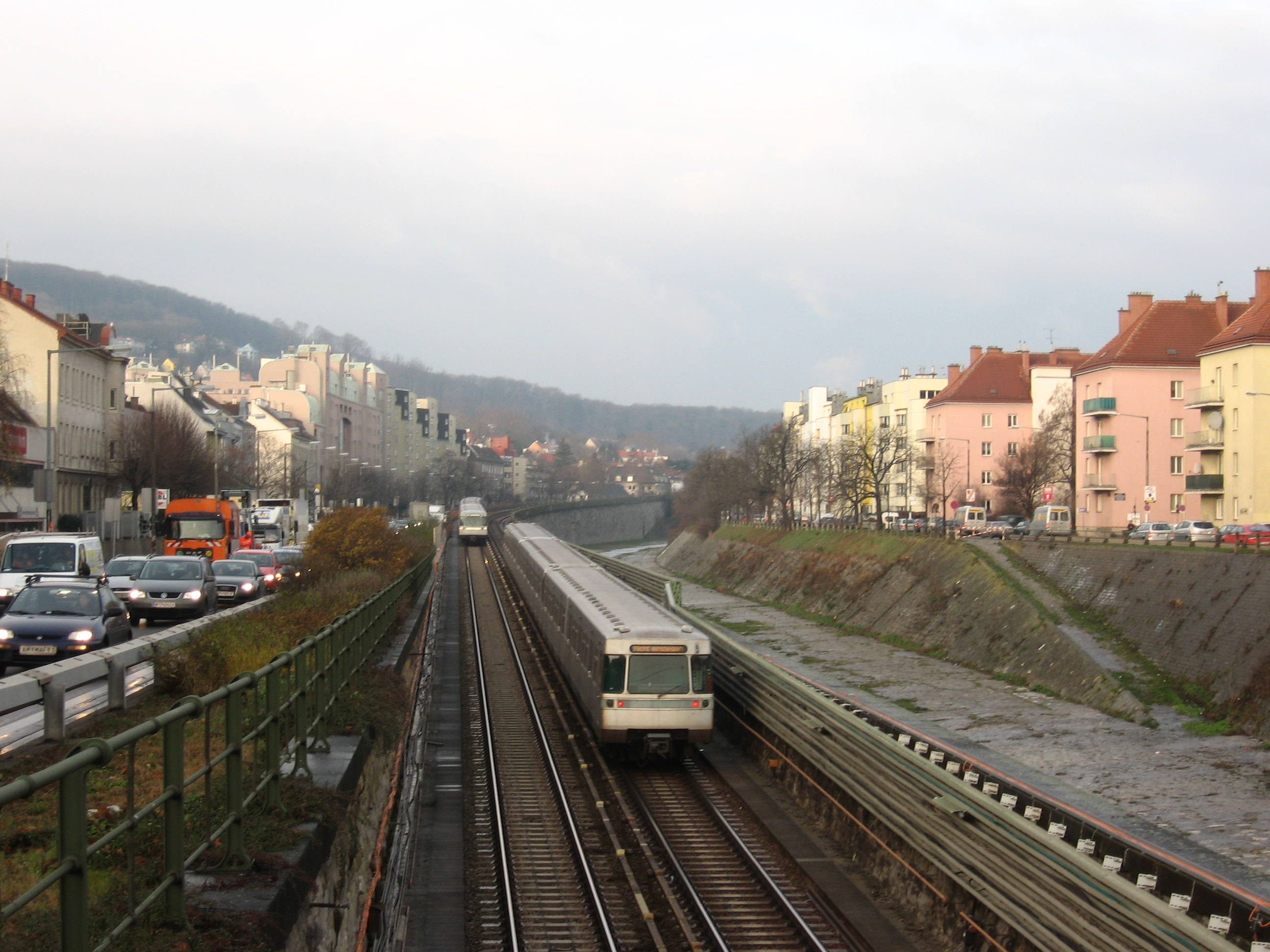
Westeinfahrt (Autokolonne links) und Züge der U4; rechts davon die Grenze zu Penzing

Die U-Bahn-Linie U4 besitzt in Hietzing entlang des Wienflusses an der Grenze zu Penzing fünf Stationen. Es sind dies – von Westen nach Osten – die Stationen Ober-St.-Veit, Unter-St.-Veit, Braunschweiggasse, Hietzing und Schönbrunn. Insbesondere die Station Hietzing auf der Kennedybrücke ist ein wichtiger Verkehrsknotenpunkt für die Straßenbahn- und Autobuslinien, die das Bezirksgebiet erschließen. Durch den 13. Gemeindebezirk führt außerdem die Verbindungsbahn, die Westbahn und Südbahn verbindet. Hier besteht neben Güter- auch S-Bahn-Verkehr (S80) mit einer Station in Speising. Der Lainzer Tunnel ist ein Ende 2012 fertiggestellter, 12,8 km langer Bahntunnel, der den Gemeindebezirk durchquert und die Verbindungsbahn entlastet. Seit Dezember 2015 wird auch der gesamte ÖBB-Fernverkehr der Westbahn statt zum Westbahnhof durch den Lainzer Tunnel zum neuen Hauptbahnhof im 10. Bezirk geführt.
Im Zuge des Ausbaus der S80 sind zwei weitere Stationen in Hietzing namens Hietzinger Hauptstraße und Stranzenbergbrücke geplant.
Im Nordwesten von Hietzing befindet sich entlang der Mauer des Lainzer Tiergartens ein kurzer Streckenabschnitt der Westautobahn. Die Westeinfahrt nach Wien auf der B1 verläuft über weite Strecken parallel zum Wienfluss.

### Bildung
In Hietzing befinden sich über den Bezirk hinaus bekannte allgemein bildende höhere Schulen (Gymnasium Wenzgasse, Gymnasium Fichtnergasse), berufsbildende höhere Schulen (Höhere gewerbliche Bundeslehranstalt für Tourismus, Bergheidengasse; Höhere Bundeslehranstalt für wirtschaftliche Berufe, Bergheidengasse; Höhere Bundeslehr- und Forschungsanstalt für Gartenbau, Schönbrunn) und Privatschulen (Dominikanerinnenkonvent, Steinerschule usw.) sowie die Hochschule für Agrar- und Umweltpädagogik. Die Volkshochschule Hietzing wurde 1947 gegründet.

## Persönlichkeiten
- Andreas Ferdinand Mayr (1693–1764), Geigen- und Lautenmacher
- Wilhelm (1806–1884), Herzog von Braunschweig, Ehrenbürger von Hietzing
- Jacob (Jacques) Mislin (1807–1878), römisch-katholischer Theologe, Lehrer, Abt und Prälat
- Lothar Abel (1841–1896), Architekt (u. a. Palais Chotek, Wien)
- Johann Heinrich Jta (1850?–1915), k.u.k. Hof-Hutfabrikant
- Helene von Druskowitz (1856–1918), Philosophin
- Hermann Heller (1866–1949), Arzt, Maler, Bildhauer und Hochschullehrer
- Hans Moser (1880–1964), Volksschauspieler
- Max Mell (1882–1971), Dichter
- Paul Amann (1884–1958), Schriftsteller und Übersetzer
- Karl Münichreiter (1891–1934), Freiheitskämpfer
- Hilda Fonovits (1893–1954), Radiumforscherin
- Rudolf Hornegg, geboren als Carl Graf Schönfeldt-Hornegg (1898–1984), Rundfunksprecher und Fernsehmoderator
- Sir Karl Raimund Popper (1902–1994), Philosoph und Wissenschaftstheoretiker[27]
- Elias Canetti (1905–1994), Schriftsteller und Nobelpreisträger
- Rudolf Prack (1905–1981), Schauspieler
- Karl-Theodor Braun (1909–1994), Schiffsbauingenieur und Hochschullehrer
- Hedy Urach (1910–1943), Widerstandskämpferin
- Karl Fischer (1918–1963), trotzkistischer Politiker und Widerstandskämpfer gegen den Austrofaschismus, Nationalsozialismus und Stalinismus[28]
- Waltraut Haas (1927–2025), Schauspielerin
- Erwin Strahl (1929–2011), Schauspieler
- Heinz Fischer (* 1938), österreichischer Bundespräsident 2004–2016
- Wolfgang Schüssel (* 1945), ehemaliger österreichischer Bundeskanzler
- Thomas Brezina (* 1963), Autor
- Karl Nehammer (* 1972), von 6. Dezember 2021 bis 10. Jänner 2025 österreichischer Bundeskanzler

Siehe auch unter Alt-Hietzing, Ober-St.-Veit, Unter-St.-Veit, Speising und Lainz

## Städtepartnerschaften
- Habikino, seit 1995[29]